# Fosfid hlinitý
Fosfid hlinitý (též fosfid hliníku, chemický vzorec AlP) je anorganická sloučenina fosforu a hliníku. Používá se jako polovodič s velkou šířkou zakázaného pásu a jako pesticid. Jedná se o bezbarvou tuhou látku; běžně se však prodává v podobě šedo-zeleno-žlutého prášku, který má svou barvu vlivem nečistot vzniklých hydrolýzou a oxidací.

## Vlastnosti
Krystaly AlP jsou tmavě šedé až tmavě žluté a mají sfaleritickou strukturu.. Mřížková konstanta při 300 K je 5,451 0 Å Tyto krystaly jsou termodynamicky stabilní až do 1 000 °C.
S vodou a kyselinami fosfid hlinitý reaguje za uvolnění fosfanu:
AlP + 3 H2O → Al(OH)3 + PH3
AlP + 3 HCl → AlCl3 + PH3

## Příprava
AlP se syntetizuje přímo z prvků (kombinační reakce):
4 Al + P4 → 4 AlP
AlP je nutno chránit před jakýmikoli zdroji vlhkosti, protože při kontaktu s ní se uvolňuje vysoce toxický plynný fosfan.

## Použití

### Pesticid
Fosfid hlinitý se používá jako rodenticid, insekticid a fumigant pro ochranu uskladněného zrní. Usmrcuje malé škodlivé savce, například hlodavce a krtky. Tablety nebo pelety obsahují typicky i další chemikálie, které uvolňují amoniak, aby se snížilo riziko samovznícení nebo výbuchu plynného fosfanu.
AlP se používá jako fumigant i požerový pesticid. Při rodenticidním použití jsou pelety vyrobeny ze směsi obsahující AlP a potravu pro hlodavce. Kyselina v trávicím traktu reaguje s fosfidem za vzniku toxického fosfanu. Podobně se používají také fosfid zinečnatý a vápenatý. Hydrolýza probíhá podle této rovnice:
2 AlP + 6 H2O → Al2O3·3 H2O + 2 PH3
Jako fumigant se používá tam, kde použití jiných pesticidů není praktické a kde je třeba ošetřit instalované konstrukce, například v lodích, letadlech nebo silech. Prostor je třeba účinně zabalit nebo uzavřít do plynotěsného obalu, aby plynný fosfan neunikal ven. Fumiganty se aplikují také přímo do nor hlodavců.
Vzhledem k toxicitě je fosfid hlinitý používán k sebevraždám. Způsobil i úmrtí při neúmyslných otravách, například v Saúdské Arábii a v USA. V Íránu je znám jako „rýžová tableta“, protože se používá k ochraně rýže. Vedl zde k řadě incidentů se smrtelnými následky (ať již při nehodě nebo úmyslně). Íránská organizace forenzní medicíny vede kampaň za zákaz používání této látky jako pesticidu. Otravy fosfidem hlinitým jsou také považovány za velký problém indického subkontinentu.

### Polovodiče
AlP se průmyslově využívá jako polovodičový materiál, obvykle ve slitině s jinými binárními materiály (kupř. jako AlGaInP), například pro použití v LED.